# We Have an Emergency
Albums de The Operation M.D.
Birds + Bee Stings
(2010)
Singles
1. Sayonara
Sortie : 8 janvier 2007
2. Someone Like You
Sortie : 19 juillet 2007

We Have an Emergency est le premier album studio du groupe The Operation M.D.. Il est sorti uniquement au Canada en février 2007 et au Japon en avril 2008.

## Liste des pistes
| We Have an Emergency | We Have an Emergency  | We Have an Emergency | We Have an Emergency | We Have an Emergency | We Have an Emergency | We Have an Emergency | We Have an Emergency | We Have an Emergency | We Have an Emergency |
| No                   | Titre                 | Auteur               | Durée                |                      |                      |                      |                      |                      |                      |
| -------------------- | --------------------- | -------------------- | -------------------- | -------------------- | -------------------- | -------------------- | -------------------- | -------------------- | -------------------- |
| 1.                   | We Have an Emergency  | The Operation M.D.   | 1:35                 |                      |                      |                      |                      |                      |                      |
| 2.                   | Chain Reaction        | The Operation M.D.   | 2:21                 |                      |                      |                      |                      |                      |                      |
| 3.                   | Sayonara              | The Operation M.D.   | 2:34                 |                      |                      |                      |                      |                      |                      |
| 4.                   | The Way That You Walk | The Operation M.D.   | 3:13                 |                      |                      |                      |                      |                      |                      |
| 5.                   | Someone Like You      | The Operation M.D.   | 2:54                 |                      |                      |                      |                      |                      |                      |
| 6.                   | Tomorrow's Calling    | The Operation M.D.   | 2:40                 |                      |                      |                      |                      |                      |                      |
| 7.                   | Everyday I            | The Operation M.D.   | 2:51                 |                      |                      |                      |                      |                      |                      |
| 8.                   | Dirt                  | The Operation M.D.   | 3:40                 |                      |                      |                      |                      |                      |                      |
| 9.                   | Photo Sexual          | The Operation M.D.   | 2:39                 |                      |                      |                      |                      |                      |                      |
| 10.                  | New Kill              | The Operation M.D.   | 3:45                 |                      |                      |                      |                      |                      |                      |
| 11.                  | Obvious               | The Operation M.D.   | 2:39                 |                      |                      |                      |                      |                      |                      |
| 30:49                |                       |                      |                      |                      |                      |                      |                      |                      |                      |

## Collaborateurs
The Operation M.D.
- Todd Morse (alias Dr. Rocco) - guitare acoustique, guitares, chant et chœurs
- Jason McCaslin (alias Dr. Dynamite) - basse, guitares, guitare acoustique, claviers, chant et chœurs

Musiciens additionnels
- Matt Brann - batterie et percussions
- Kemble Walters - guitare solo sur Everiday I

Mixage
- Deryck Whibley